# Hagen Melzer
Hagen Melzer (* 16. Juni 1959 in Bautzen) ist ein ehemaliger deutscher Leichtathlet und Olympiateilnehmer, der (bis 1990 für die DDR startend) in den 1980er Jahren bis Anfang der 1990er Jahre zu den weltbesten 3000-Meter-Hindernisläufern gehörte.
Seine größten Erfolge sind der zweite Platz bei den Leichtathletik-Weltmeisterschaften 1987 (8:10,32 min) sowie der Sieg bei den Leichtathletik-Europameisterschaften 1986 (8:16,65 min).
Er hielt bis 1999 über 3000 Meter Hindernis mit 8:10,32 min den deutschen Rekord. Erst Damian Kallabis verbesserte diesen.
Bei den Olympischen Spielen 1988 in Seoul wurde er Zehnter, bei den Olympischen Spielen 1992 in Barcelona schied er im Halbfinale aus.
1986 wurde er mit dem Vaterländischen Verdienstorden in Silber ausgezeichnet.
Hagen Melzer startete für den SC Einheit Dresden, nach der Wende für den Dresdner SC, und trainierte bei Wolfgang Grafe. In seiner Wettkampfzeit war er 1,78 m groß und wog 63 kg. Nach Ende seiner Sportlerkarriere war er Mitarbeiter im Dresdner Sportamt.

## Ergebnisse

### 3000 Meter Hindernis
| Wettbewerb                              | Ergebnisse über 3000 Meter Hindernis | Ergebnisse über 3000 Meter Hindernis | Ergebnisse über 3000 Meter Hindernis | Ergebnisse über 3000 Meter Hindernis | Ergebnisse über 3000 Meter Hindernis | Ergebnisse über 3000 Meter Hindernis | Ergebnisse über 3000 Meter Hindernis | Ergebnisse über 3000 Meter Hindernis | Ergebnisse über 3000 Meter Hindernis | Ergebnisse über 3000 Meter Hindernis | Ergebnisse über 3000 Meter Hindernis | Ergebnisse über 3000 Meter Hindernis | Ergebnisse über 3000 Meter Hindernis | Ergebnisse über 3000 Meter Hindernis | Ergebnisse über 3000 Meter Hindernis | Ergebnisse über 3000 Meter Hindernis |
| Wettbewerb                              | 1978                                 | 1979                                 | 1980                                 | 1981                                 | 1982                                 | 1983                                 | 1984                                 | 1985                                 | 1986                                 | 1987                                 | 1988                                 | 1989                                 | 1990                                 | 1991                                 | 1992                                 |                                      |
| --------------------------------------- | ------------------------------------ | ------------------------------------ | ------------------------------------ | ------------------------------------ | ------------------------------------ | ------------------------------------ | ------------------------------------ | ------------------------------------ | ------------------------------------ | ------------------------------------ | ------------------------------------ | ------------------------------------ | ------------------------------------ | ------------------------------------ | ------------------------------------ | ------------------------------------ |
| Olympische Spiele                       |                                      |                                      |                                      |                                      |                                      |                                      |                                      |                                      |                                      |                                      | 10.                                  |                                      |                                      |                                      | HF                                   |                                      |
| Leichtathletik-Europameisterschaften    |                                      |                                      |                                      |                                      | 4.                                   |                                      |                                      |                                      | 1.                                   |                                      |                                      |                                      | 7.                                   |                                      |                                      |                                      |
| Leichtathletik-Weltmeisterschaften      |                                      |                                      |                                      |                                      |                                      | 11.                                  |                                      |                                      |                                      | 2.                                   |                                      |                                      |                                      | 12.                                  |                                      |                                      |
| Leichtathletik-Europacup                |                                      |                                      |                                      |                                      |                                      | 4.                                   |                                      | 6.                                   |                                      | 3.                                   |                                      | 2.                                   |                                      | 4.                                   |                                      |                                      |
| Leichtathletik-Weltcup                  |                                      |                                      |                                      |                                      |                                      |                                      |                                      | 5.                                   |                                      |                                      |                                      | 3.                                   |                                      |                                      |                                      |                                      |
| DDR-Leichtathletik-Meisterschaften      | 2.                                   | 2.                                   | 1.                                   |                                      |                                      | 1.                                   |                                      | 1.                                   | 1.                                   | 1.                                   | 1.                                   | 1.                                   |                                      |                                      |                                      |                                      |
| Deutsche Leichtathletik-Meisterschaften |                                      |                                      |                                      |                                      |                                      |                                      |                                      |                                      |                                      |                                      |                                      |                                      |                                      | 1.                                   | 2.                                   |                                      |

### Andere Laufstrecken
DDR-Leichtathletik-Meisterschaften
1989 DDR-Meister im 10.000-Meter-Lauf
1989 Zweiter im 20-km-Straßenlauf
1982 Dritter im 1500-Meter-Lauf
DDR-Leichtathletik-Hallenmeisterschaften
1981 DDR-Meister im 3000-Meter-Lauf
1986 DDR-Meister im 3000-Meter-Lauf
1988 DDR-Meister im 5000-Meter-Lauf
1983 Zweiter im 1500-Meter-Lauf
DDR-Crosslauf-Meisterschaften
1979 Dritter auf der Langstrecke – 12 km
1984 Dritter auf der Langstrecke – 12 km
1985 Dritter auf der Langstrecke – 12 km